# Schwanenstadt
Schwanenstadt è un comune austriaco di 4 275 abitanti nel distretto di Vöcklabruck, in Alta Austria; ha lo status di città (Stadtgemeinde).